# Jan A.P. Kaczmarek

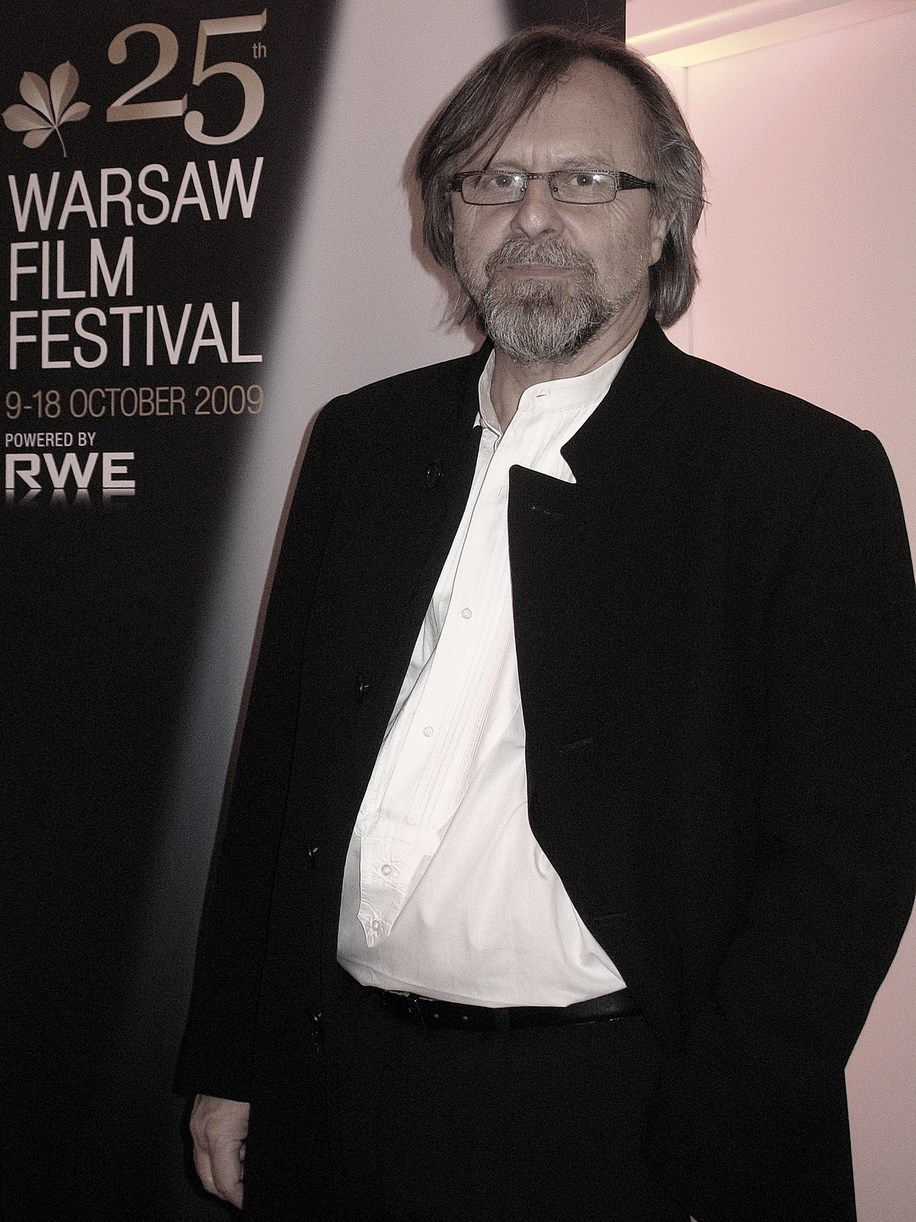
Jan A.P. Kaczmarek podczas Warsaw Film Festival (2009)

Jan Andrzej Paweł Kaczmarek (ur. 29 kwietnia 1953 w Koninie, zm. 21 maja 2024 w Krakowie) – polski kompozytor.
Autor muzyki do ponad 70 filmów długometrażowych i dokumentalnych oraz polskich i amerykańskich spektakli teatralnych. Laureat Nagrody Akademii Filmowej (2005) za muzykę do filmu Marzyciel.
Wirtuoz gry dwoma smyczkami na fidoli Fischera. W 1983 wraz z poznańskimi lutnikami Stefanem i Jakubem Niewczykami stworzył instrument muzyczny niewkacz, którego konstrukcja została oparta na Fidoli Fischera.
Dyrektor i twórca Międzynarodowego Festiwalu Filmu i Muzyki Transatlantyk, który odbywał się w Poznaniu, Łodzi i na Śląsku.

## Życiorys
Od wczesnych lat dzieciństwa matka zabierała go do poznańskiej filharmonii. Jego dziadek był skrzypkiem i grał z miejscowymi muzykami do filmów w kinie. Uczęszczał na lekcje gry na fortepianie. Odniósł swój pierwszy sukces w I Liceum w Koninie, gdy skomponował muzykę do hymnu szkolnego, a potem podkładów muzycznych do szkolnych przedstawień. Myślał jednak o karierze dyplomaty i wybrał studia prawnicze na Wydziale Prawa i Administracji Uniwersytetu im. Adama Mickiewicza w Poznaniu, gdzie był seminarzystą profesora Zygmunta Ziembińskiego w Katedrze Teorii Państwa i Prawa UAM.
Przełomem w karierze muzycznej były dla niego staże w awangardowym Teatrze Laboratorium Jerzego Grotowskiego. W 1977 rozpoczął dwuletnią współpracę z Teatrem Ósmego Dnia i stworzył kameralną Orkiestrę Ósmego Dnia, a w latach 1978–1988 współpracował z Teatrem Polskim w Poznaniu. W 1982 po swojej pierwszej trasie koncertowej po USA nagrał debiutancki album pt. Music for the End dla chicagowskiej, niezależnej wytwórni Flying Fish Records. W 1989 osiadł na stałe w Los Angeles. W 1992 otrzymał nagrodę Drama Desk przyznaną przez nowojorskich krytyków za najlepszą muzykę teatralną roku do spektaklu Joanne Akalaitis 'Tis Pity She’s a Whore, wystawionego w ramach The New York Shakespeare Festival.
Nagrywał płyty m.in. dla Sony Classical, Decca, Varèse Sarabande, Milan i Savitor Records, stale koncertował zarówno w USA, jak i w Europie. Był członkiem Amerykańskiej Akademii Filmowej i Europejskiej Akademii Filmowej. W 2001 został nominowany do nagrody Orzeł w kategorii najlepsza muzyka za film Quo vadis. W 2005 zdobył Oscara za muzykę do filmu Marzyciel wyreżyserowanego przez Marca Forstera. Za muzykę do tego filmu dostał też nagrodę National Board of Review dla najlepszego kompozytora oraz nominacje do Złotego Globu i nagrody Brytyjskiej Akademii Filmowej (BAFTA). Latem tego samego roku władze województwa pomorskiego zamówiły u niego muzykę upamiętniającą działalność „Solidarności”. Tak powstała Kantata o Wolności, której prawykonanie odbyło się w czasie obchodów 25. rocznicy Solidarności w sierpniu w Gdańsku, a premiera koncertowa we wrześniu w Poznaniu. W 2006 kompozytor skomponował Oratorium 1956, którego prawykonanie odbyło się 28 czerwca 2006 w dniu 50. rocznicy Powstania Poznańskiego Czerwca. Fragmenty obu utworów stały się ścieżką dźwiękową spektaklu tańca współczesnego Alexanderplatz w choreografii Pauliny Wycichowskiej, który powstał w kontekście dwudziestej rocznicy upadku Muru Berlińskiego oraz obrad Okrągłego Stołu. W 2011 w Filharmonii Narodowej odbyła się prapremiera jego utworu Koncert Jankiela na troje cymbałów i orkiestrę. Utwór został napisany z okazji 200-lecia wydarzeń opisanych w Panu Tadeuszu Adama Mickiewicza. Kompozycję wykonała Sinfonia Varsovia pod dyrekcją Marca Minkowskiego. 30 listopada 2011 na otwarciu odcinka Świecko–Nowy Tomyśl autostrady A2 miała miejsce premiera utworu Fanfary dla A2 na orkiestrę dętą, gitarę basową i sopran. Utwór zagrała Orkiestra Kameralna L’Autunno pod batutą Adama Banaszaka. Solistką była Barbara Gutaj z poznańskiego Teatru Wielkiego. 10 maja 2014 odbyła się światowa premiera Universa – Opera Otwarta, utworu napisanego z okazji obchodów 650 – lecia Uniwersytetu Jagiellońskiego. 25 lutego 2017 roku prapremierę miała „Emigra – Symfonia bez Końca”, skomponowana na zamówienie Muzeum Emigracji w Gdyni. 31 sierpnia 2019 roku na Stadionie Śląskim w Chorzowie odbyła się prapremiera „Rapsodii Śląskiej”, napisanej z okazji 100-lecia Powstań Śląskich. W 2021 roku zaprezentowano „Fantazję dla Sopotu”, którą Jan A.P. Kaczmarek skomponował z okazji 120-lecia nadania praw miejskich, orkiestrą Polskiej Filharmonii Kameralnej w Sopocie dyrygował Wojciech Rajski.
W 2004 powołał do życia Instytut Rozbitek, w Rozbitku, w gminie Kwilcz (powiat międzychodzki) zajmujący się działalnością edukacyjną i produkcją artystyczną.
Był twórcą i dyrektorem Transatlantyk Festival, którego pierwsza edycja odbyła się w Poznaniu, 5–13 sierpnia 2011.
Zmarł 21 maja 2024 w wieku 71 lat. Przyczyną śmierci był zanik wieloukładowy (MSA), z którym zmagał się od dłuższego czasu. Został pochowany w Alei Zasłużonych na Cmentarzu Rakowickim w Krakowie.

## Nagrody i wyróżnienia

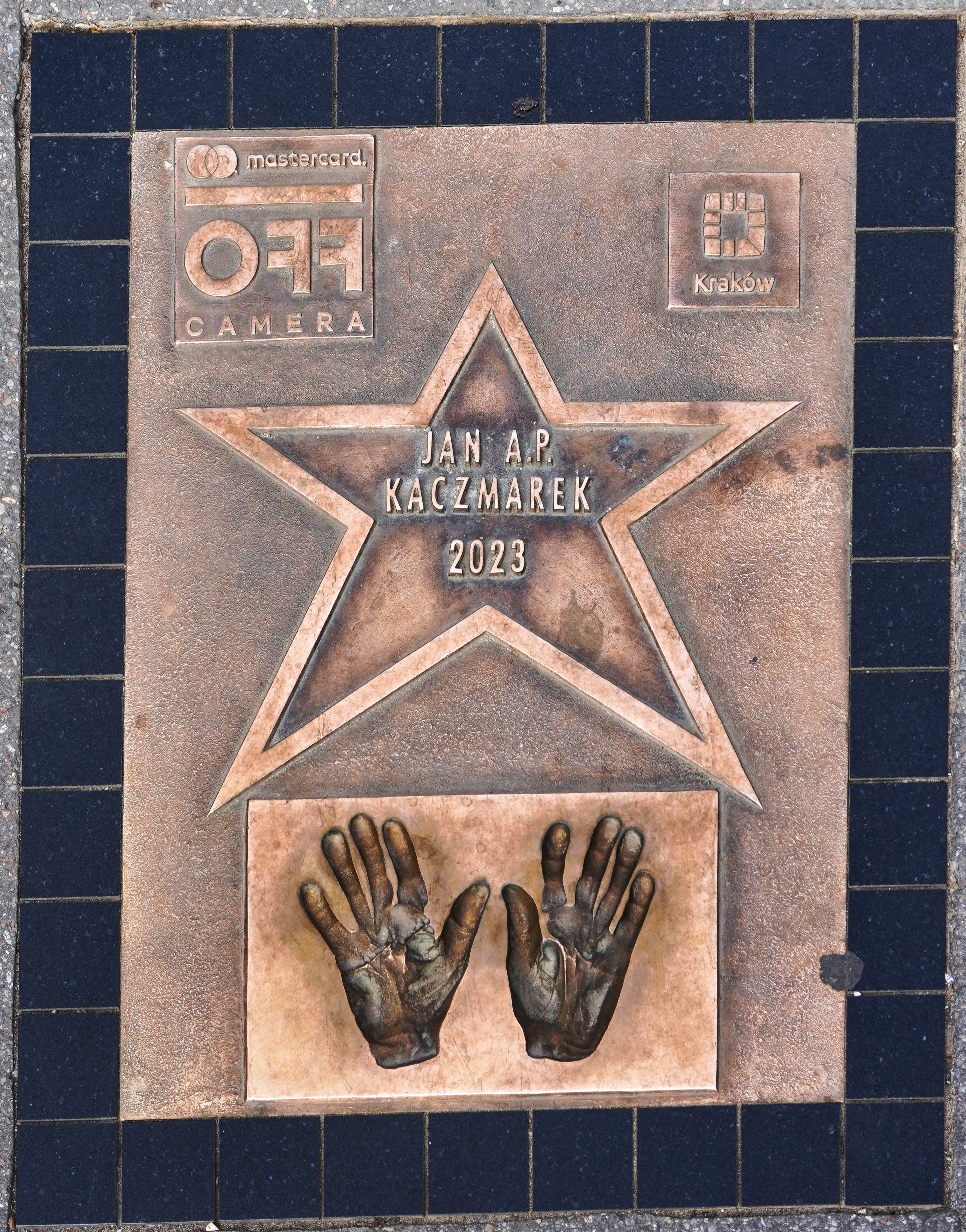
Gwiazda Jana A.P. Kaczmarka w Alei Gwiazd w Krakowie

24 kwietnia 2005 otrzymał tytuł Honorowego Obywatela Miasta Konina.
13 stycznia 2006 został odznaczony Złotym Medalem „Zasłużony Kulturze Gloria Artis”. Także w 2006 roku otrzymał Nagrodę Prezydenta Miasta Gdańska „Neptuna”.
20 lutego 2012 odebrał nagrodę Giganta 2011, przyznawaną przez Gazetę Wyborczą za „poznański styl pracy”. Od 2 października 2012 Aula Centrum Wykładowo-Dydaktycznego w Państwowej Wyższej Szkole Zawodowej w Koninie nosi imię Jana A.P. Kaczmarka.
27 lutego 2014 otrzymał Nagrodę Pracy Organicznej przyznawaną przez Głos Wielkopolski za wybitne osiągnięcia w kulturze i cenioną w Wielkopolsce pracę u podstaw. 17 marca 2014 otrzymał honorowy tytuł Ambasadora Marki Wielkopolski (przyznawany wybitnym Wielkopolanom w uznaniu za promowanie „Marki Wielkopolski”).
1 lipca 2015 został odznaczony Krzyżem Kawalerskim Orderu Odrodzenia Polski za wybitne zasługi w pracy twórczej i działalności artystycznej, za osiągnięcia w promowaniu polskiej kultury.
Został członkiem honorowego komitetu poparcia Bronisława Komorowskiego przed wyborami prezydenckimi w Polsce w 2015.
Laureat konkursu Wybitny Polak (2017).
Laureat Nagrody Specjalnej 15-lecia RMF Classic (12 marca 2018).
Otrzymał Honorowe Członkostwo ZAiKS (19 marca 2018).
W 2020 został wyróżniony przez poznańskie Towarzystwo im. Hipolita Cegielskiego statuetką Złotego Hipolita.
W 2021, podczas ceremonii odznaczania zasłużonych Wielkopolan, znalazł się na liście wyróżnionych Medalem Stulecia Odzyskanej Niepodległości nadanym za zasługi dla Niepodległej.
28 maja 2023 odsłonięto gwiazdę kompozytora w Alei Gwiazd w Krakowie.
25 lipca 2023 odsłonięto jego gwiazdę w Alei Gwiazd w Łodzi.
25 stycznia 2024 r. warszawskiej Kordegardzie – Galerii Narodowego Centrum Kultury otwarto wystawę „Jan A.P. Kaczmarek – Marzyciel”.

## Życie prywatne
Do 2014 był żonaty z Elżbietą Bieluszko, z którą miał czworo dzieci – Szymona, Józefinę, Antoniego i Anastazję. W 2016 wziął ślub z Aleksandrą Twardowską, z którą doczekał się piątego potomka – Jana.

## Filmografia
| kompozytor - Cień (1981) - 1944 (1984) - Michał (1984) - Marta (1984) - Gra w ślepca (1985) - Na wolność (1985) - Do domu (1987) - Halálraítélt, A (1989) - Blada krew (Pale Blood), (1990) - Białe małżeństwo (1992) - Podwójne wcielenie (Doppelganger), (1993) - Empty Cradle (1993) - Ewangelia według Harry’ego (Gospel according to Harry), (1993) - Pułapka C.I.A. (Felony), (1995) - California in Blue (1995) - Całkowite zaćmienie (Total Eclipse), (1995) - Felony (1996) - Dead Girl (1996) - Rozkosz (Bliss), (1997) - Plac Waszyngtona (Washington Square), (1997) - Aimée i Jaguar (Aimée & Jaguar), (1999) - Trzeci cud (The Third Miracle), (1999) - Jak najmniej światła... (1999) - Stracone dusze (Lost Souls), (2000) - Boże skrawki (Edges of the Lord), (2001) - Quo vadis (2001) - Jenseits (2001) | - Strzał w serce (Shot in the Heart), (2001) - Cena życia (A Mother’s Fight for Justice), (2001) - Niewierna (Unfaithful), (2002) - Dziewczyna żołnierza (2003) - Marzyciel (Finding Neverland), (2004) - Historia Gwen Araujo (A Girl Like Me: The Gwen Araujo Story), (2006) - Kto nigdy nie żył… (2006) - Wieczór (Evening), (2007) - Hania (2007) - Wojna i pokój (2007) - Bracia Karamazow (2007) - Spotkanie (The Visitor), (2007) - Pinokio – opowieść o chłopcu z drewna (2008) - Horsemen – jeźdźcy Apokalipsy (Horsemen), (2009) - Dzieci Ireny Sendlerowej (The Courageous Heart of Irena Sendler), (2009) - Mój przyjaciel Hachiko (Hachiko: A Dog’s Story) (2009) - Aż po grób (Get Low), (2009) - City Island (2009) - Leonie (2010) - The Time Being (2012) - Tajemnica Westerplatte (2013) - Joanna (2013) - Między Światami (2014) - Mój Tata Gene Gutowski (2014) - La Habitación (Tales of Mexico), (2016) - Paweł, apostoł Chrystusa (Paul, Apostle of Christ), (2018) - Nieletni inżynierowie (2019) - Znajdę Cię (2019) - Magnezja (2020) aktor - Trzy serca (Three of Hearts), (1993) jako ksiądz - California in Blue (1995) jako on sam |